# Eline Van Casteren
Eline Van Casteren is een Belgisch voormalig acro-gymnaste. 

## Levensloop
Op de Wereldspelen van 1997 behaalde ze samen met Hans Lismonde brons in het onderdeel 'tempo' bij de gemengde paren.